# Potamonautes obesus
Potamonautes obesus é uma espécie de crustáceo da família Potamonautidae.
Pode ser encontrada nos seguintes países: Quénia, Malawi, Moçambique, Somália, Tanzânia, Zâmbia e Zimbabwe.
Os seus habitats naturais são: pântanos.